# Upper Tadong
Upper Tadong (o semplicemente Tadong) è una suddivisione dell'India, classificata come census town, di 14.670 abitanti, situata nel distretto del Sikkim Orientale, nello stato federato del Sikkim. In base al numero di abitanti la città rientra nella classe IV (da 10.000 a 19.999 persone).

## Geografia fisica
La città è situata a 27° 19' 0 N e 88° 35' 60 E e ha un'altitudine di 1.174 m s.l.m..

## Società

### Evoluzione demografica
Al censimento del 2001 la popolazione di Upper Tadong assommava a 14.670 persone, delle quali 7.984 maschi e 6.686 femmine. I bambini di età inferiore o uguale ai sei anni assommavano a 1.492, dei quali 771 maschi e 721 femmine. Infine, coloro che erano in grado di saper almeno leggere e scrivere erano 11.174, dei quali 6.416 maschi e 4.758 femmine.